# Urdolmen von Barkvieren

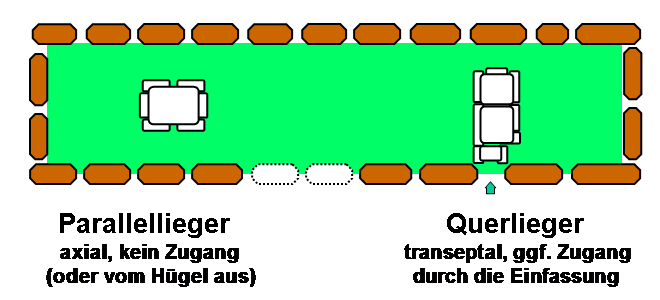
Querlieger rechts – und Längslieger wie Barkvieren 3 links

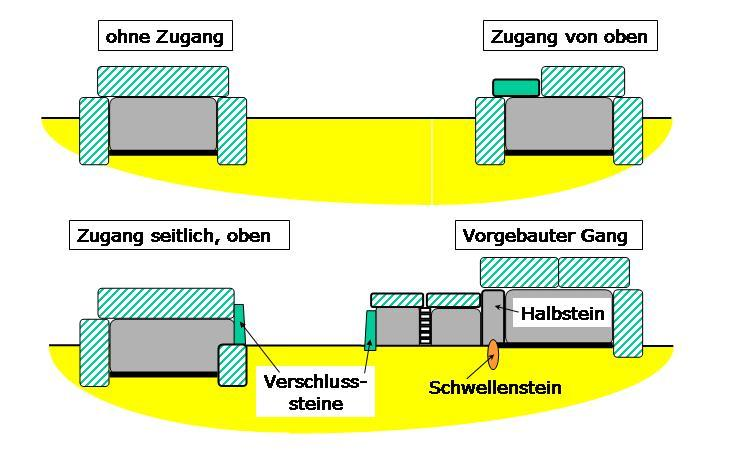
Barkvieren 3 mit Zugang von oben (rechts oben)

Der Urdolmen von Barkvieren, auch Großsteingrab Barkvieren 3 genannt, befindet sich etwa 1,3 km nordwestlich zweier weitgehend zerstörter Anlagen im Gnewitzer Ortsteil Barkvieren im Landkreis Rostock in Mecklenburg-Vorpommern.
Die Ost-West orientierte Megalithanlage ist ein Großsteingrab der Trichterbecherkultur (TBK) und entstand zwischen 3500 und 2800 v. Chr. Sie hat keine Sprockhoff-Nr., da sie erst 1959 entdeckt wurde.

## Beschreibung
Die etwa 26 m lange Anlage wurde im Jahr 1965 von Ewald Schuldt ausgegraben und rekonstruiert. Es handelt sich um einen parallel liegenden Urdolmen mit fünf Trag- und zwei Decksteinen (einer erhalten) und Zugang von oben (eine sehr frühe Form), am Ostende eines schwach trapezoiden (etwa 4,6 bzw. 3,1 m breit) Hünenbettes, das nur teilweise (27 Steine im Südosten erhalten, 59 fehlen) erhalten ist. Es hatte zwei Wächtersteine an der breiten Seite, von denen einer zerbrochen erhalten ist. Außer vier Scherben wurden keine Funde gemacht, da es bereits ausgeplündert worden war.

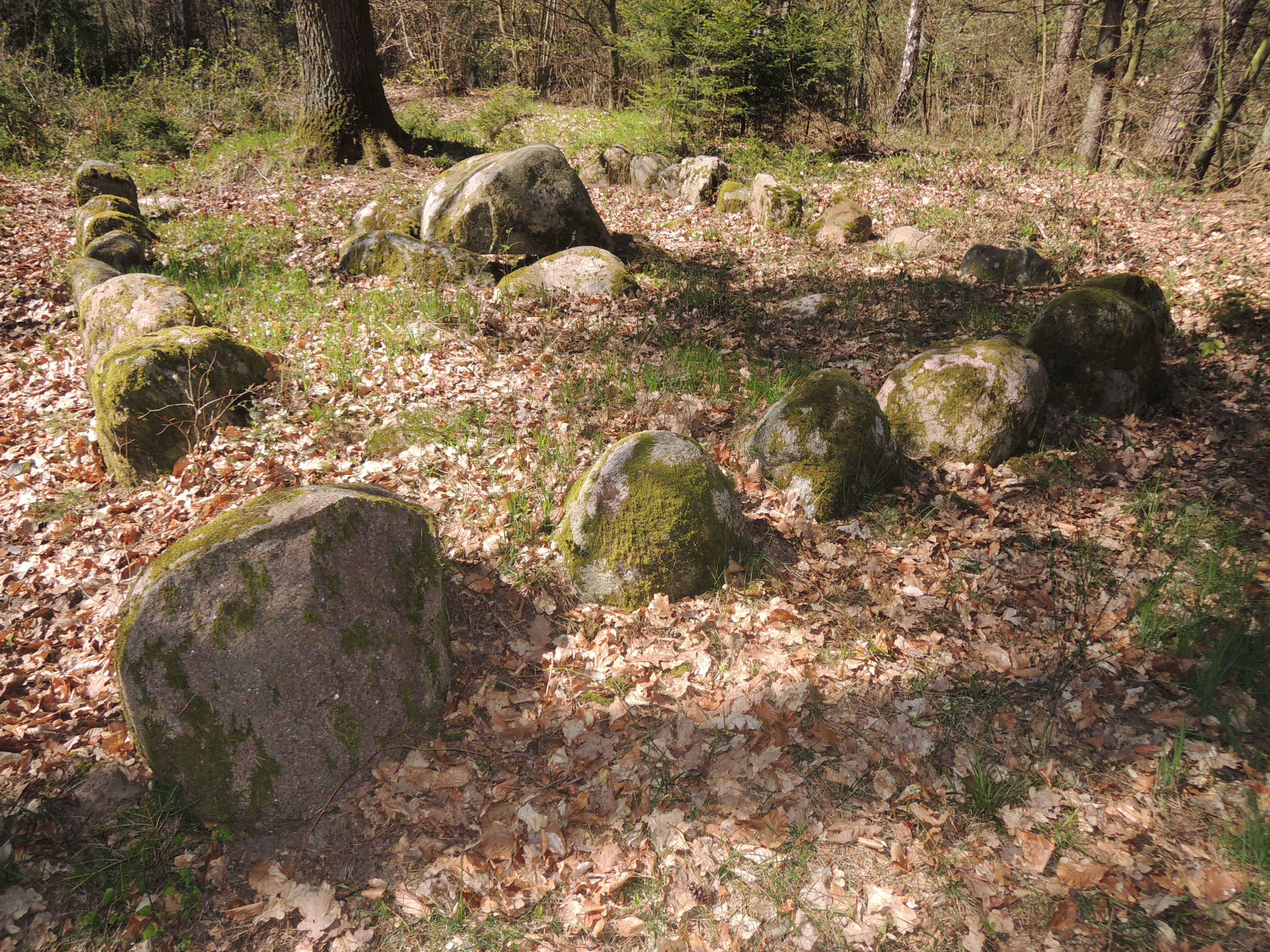
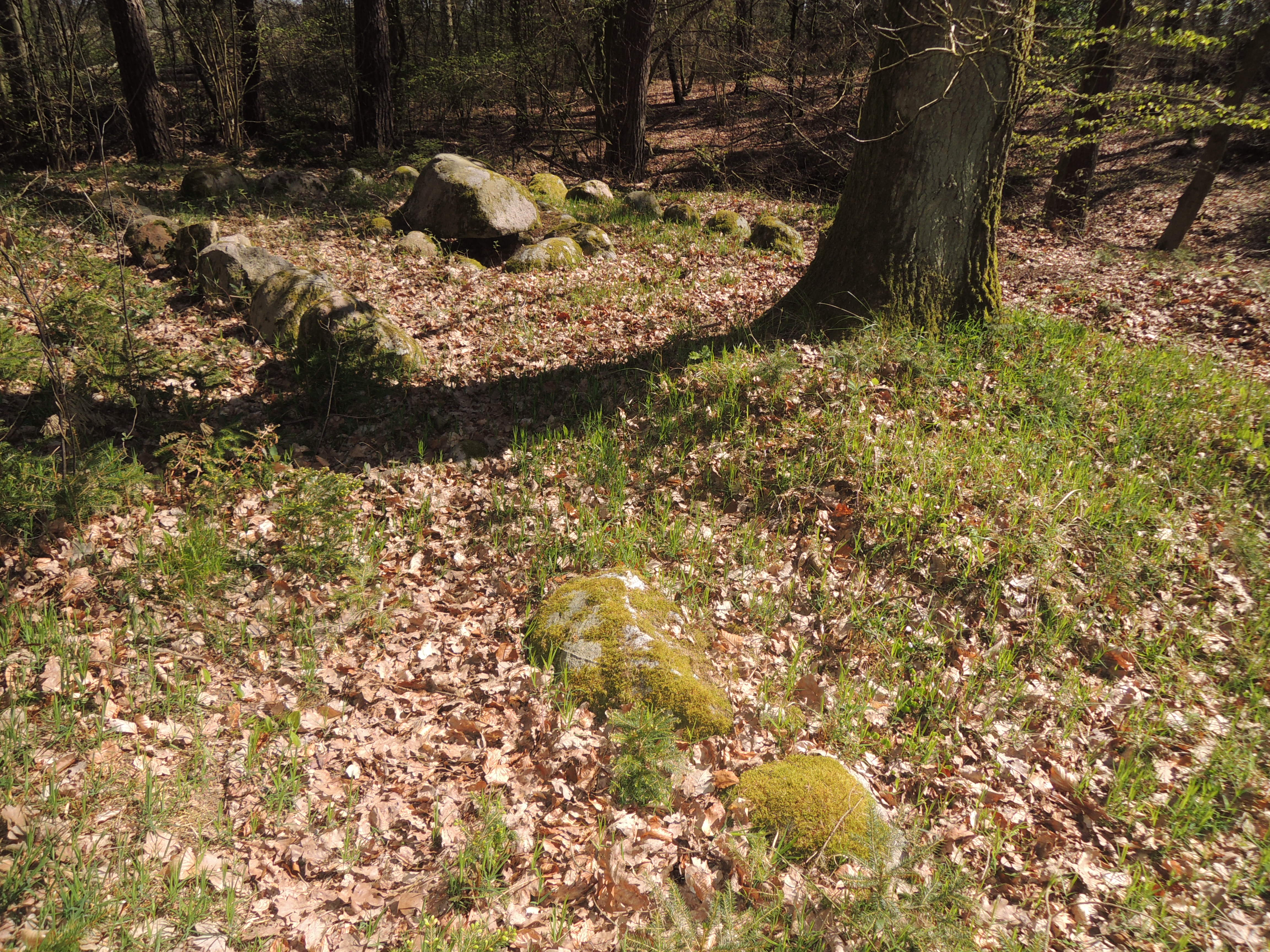
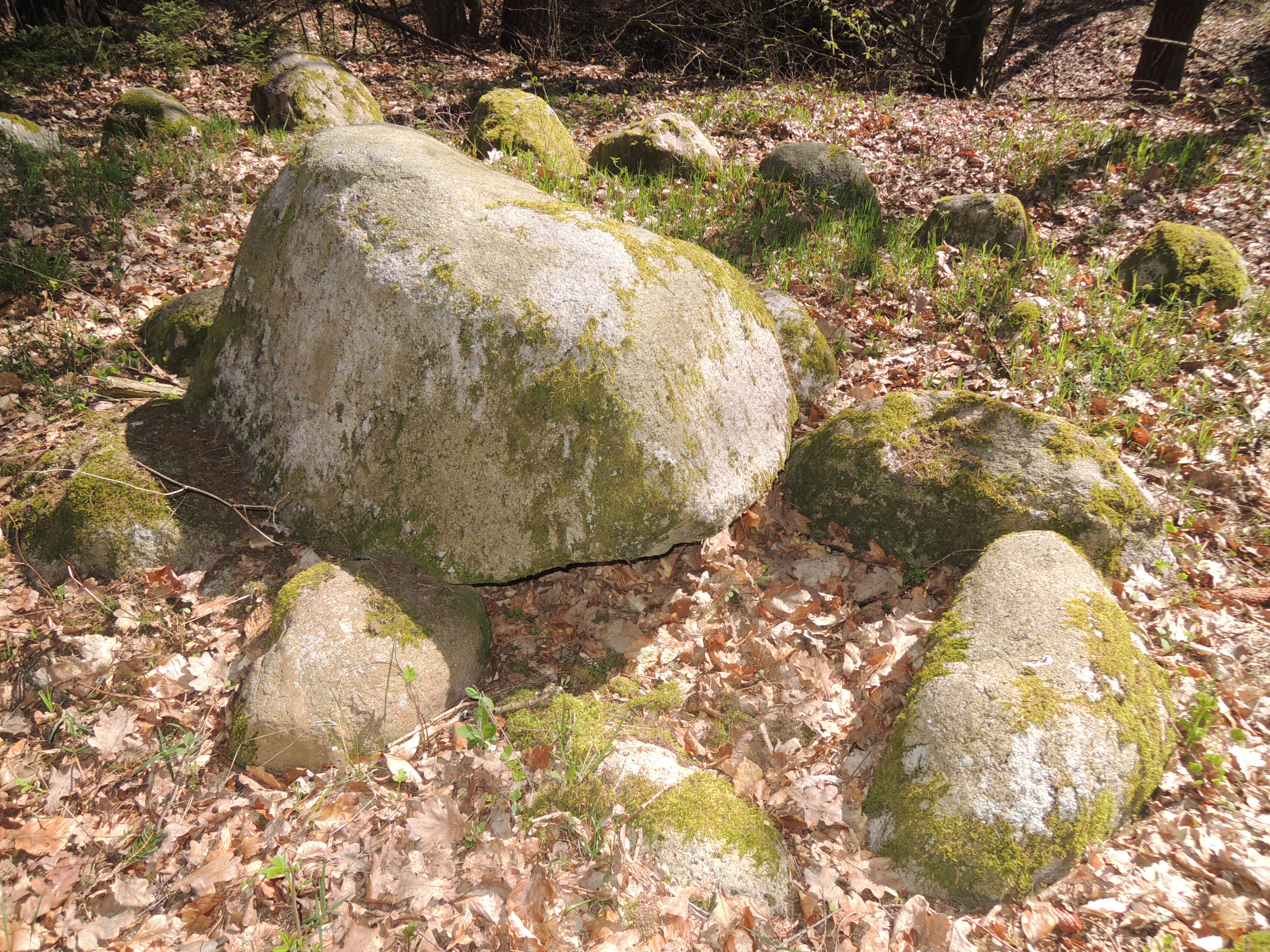
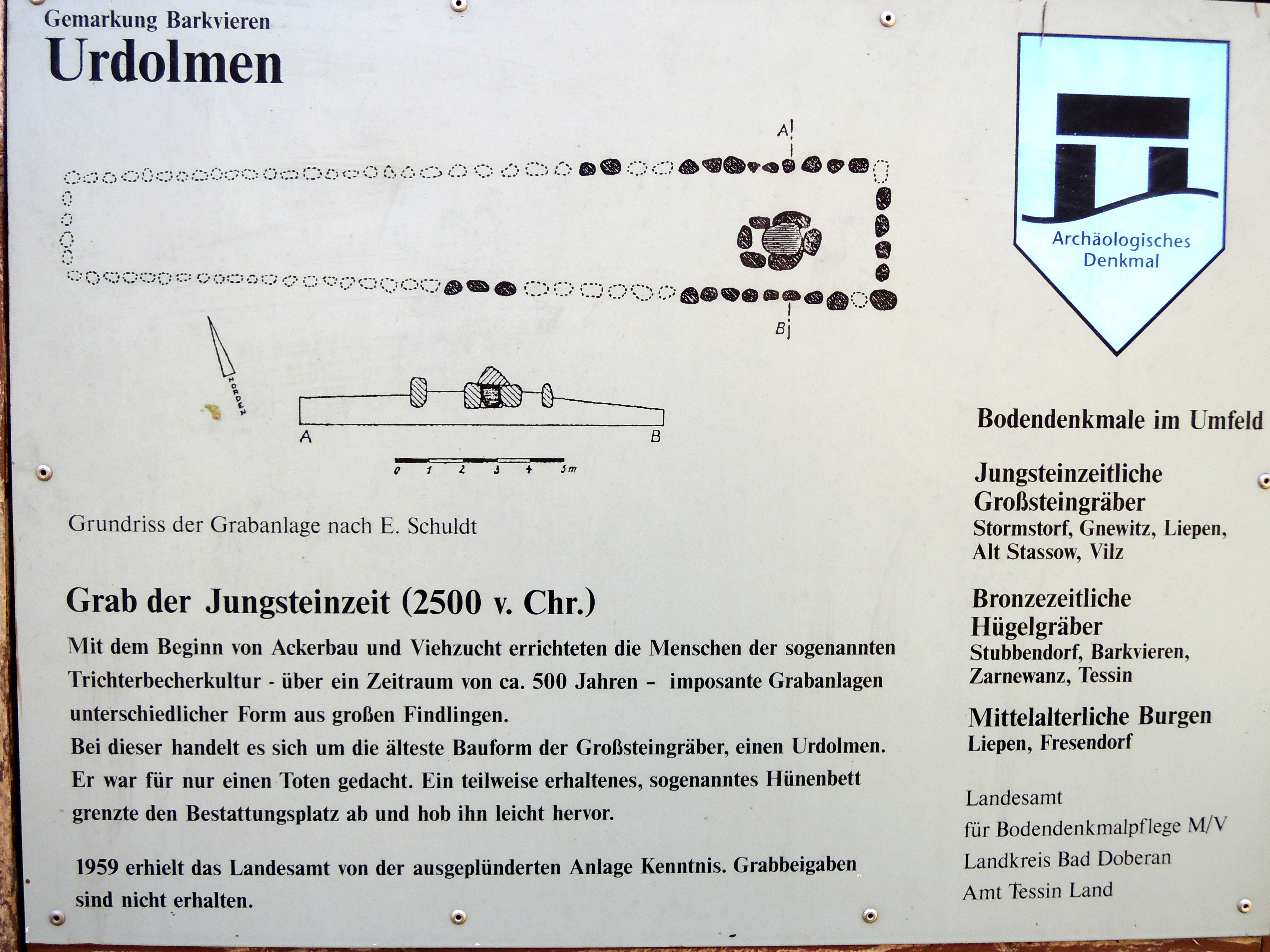
Informationstafel